# Zoe
Zoe (altgriechisch Ζωή Zōē) ist ein verbreiteter weiblicher Vorname und Familienname.

## Herkunft und Bedeutung
Der Name Zoe leitet sich von der altgriechischen Vokabel ζωή zōē „Leben“ ab. ζωή zōē meint dabei stärker den Lebensunterhalt und die Lebensdauer, während βίος bíos sich stärker auf den Lebenswandel und die Lebensverhältnisse bezieht. Dies ist jedoch nicht exklusiv zu verstehen.
Der Name Zoe taucht bereits in der Septuaginta auf, wo in Gen 3,20  der Name Eva so wiedergegeben wird (sonst Εὔα Éua). Auch in Rom wurde er am Ende der Antike verwendet, jedoch zunächst als liebevoller Kosename. Im frühen Christentum war der Name sehr beliebt und wurde als Ausdruck der Hoffnung auf das Ewige Leben vergeben. Eine der bedeutendsten antiken Namensträgerinnen ist die hl. Zoë von Attalia.

## Verbreitung

### International
Als englischer Name ist Zoe seit dem 19. Jahrhundert in Gebrauch. In den USA nahm die Popularität in den 1980er und 1990er Jahren stark zu. Seit dem Jahr 2000 gehört er dort zu den 100 meistvergebenen Mädchennamen. Mittlerweile hat er sich im vorderen Mittelfeld dieser Hitliste etabliert, wobei die Beliebtheit in den letzten Jahren leicht sank. Im Jahr 2021 belegte Zoe Rang 42 der Hitliste. Ein ähnliches Bild zeigt sich auch in Kanada, wo Zoe im Jahr 2019 auf Rang 44 der Vornamenscharts stand. Vergleichbar verhielt sich die Popularität in Australien, wo der Name jedoch seit den 1980er Jahren zur Top-100 zählt und im Jahr 2021 Rang 16 belegte. Analog dazu entwickelte sich auch die Beliebtheit in Neuseeland (Rang 20, Stand 2021). Im Vereinigten Königreich ist der Name zwar geläufig, kommt jedoch seltener vor. Wobei er in Schottland und Nordirland, anders als in England und Wales im Jahr 2020 zu den 100 meistvergebenen Mädchennamen zählte. In Irland stieg Zoe im Jahr 1993 in die Top-100 der Vornamenscharts auf und belegte im Jahr 2021 Rang 42.
Zoé war in Frankreich schon zu Beginn des 20. Jahrhunderts mäßig beliebt und wurde auch gelegentlich als männlicher Vorname verwendet. Zur Mitte des Jahrhunderts hin wurde der Name immer seltener gewählt. Mitte der 1980er Jahre nahm seine Popularität stark zu. Seit 1997 zählt er zu den 100 meistvergebenen Mädchennamen. Im Jahr 2009 erreichte er mit Rang 9 seine einzige Top-10-Platzierung. Im Jahr 2021 belegte Zoé Rang 22 der Hitliste. Auch in Belgien zählen Zoé und Zoë seit den 1990er Jahren zur Top-100 der Vornamenscharts. Bis in die Mitte der 2000er Jahre überwog meistens die Nutzung der Schreibweise Zoë, seitdem wird Zoë seltener vergeben und verließ im Jahr 2020 die Hitliste, während Zoé nach wie vor populär ist. Im Jahr 2020 stand Zoé auf Rang 28 der Vornamenscharts.
In Ungarn gehört Zoé seit 2005 zu den 100 beliebtesten Mädchennamen. Seine Popularität nahm mit den Jahren immer weiter zu. Im Jahr 2021 belegte er mit Rang 2 das fünfte Mal in Folge einen der 3 Spitzenränge.
Zoë gehört in den Niederlanden seit 2013 zu den 10 meistgewählten Mädchennamen (Stand 2021). Im Jahr 2021 belegte er Rang 9.
Auch im spanischen Sprachraum ist Zoe verbreitet.

### Deutscher Sprachraum
In der Schweiz haben sich Zoe und Zoé unter den beliebtesten Mädchennamen etabliert. Obwohl Zoe bereits in den 1990er Jahren zur Top-100 der Vornamenscharts zählte, wird er, seit Zoé im Jahr 2002 ebenfalls diese Hitliste erreichte, mit Ausnahme des Jahres 2003 seltener vergeben als seine französische Namensvariante. Im Jahr 2020 belegte Zoé Rang 39 und Zoe Rang 55 der Hitliste.
In Österreich nimmt die Popularität des Namens seit Ende der 1990er Jahre zu. Obwohl seine Beliebtheit zwischenzeitlich sank, belegte der Name im Jahr 2021 Rang 78 der Hitliste.
In Deutschland stieg der Name Zoe in den 1990er Jahren rasch in den Vornamenscharts auf. In den späten 2000er und frühen 2010er Jahren etablierte der Name sich in der Top-50, verließ diese jedoch im Jahr 2016. Mit Rang 27 erreichte Zoe im Jahr 2009 seine bislang höchste Platzierung in den Vornamenscharts. Im Jahr 2021 belegte Zoe Rang 56 der Hitliste. Etwa 85 % der Namensträgerinnen tragen den Namen in der Schreibweise Zoe, etwa 15 % Zoé. Die Variante Zoë kommt nur ausgesprochen selten vor.

## Varianten
- Belarussisch: Зоя Soja, Zoya
- Bulgarisch: Зоя Soja, Zoya
- Deutsch: Zoe, Zoé, Zoey, Soey
- Englisch: Zoe, Zoë, Zoey, Zoie, Zowie, Zoye, Zooey
- Französisch: Zoé, Zoée
- Griechisch: Ζωή Zoi
  - Altgriechisch: Ζωή Zōē
- Italienisch: Zoe
  - Latein: Zoe, Zoa
- Kroatisch: Zoja
- Lettisch: Zoja
- Litauisch: Zoja
- Mazedonisch: Зоја Zoja
- Niederländisch: Zoë
- Russisch: Зоя Soja, Zoya
- Serbisch: Зоја Zoja
- Slowenisch: Zoja
- Spanisch: Zoe
  - Katalanisch: Zoè
- Tschechisch: Zoe
- Ukrainisch: Зоя Soja, Zoya
- Ungarisch: Zoé

## Namenstag
Der Namenstag von Zoe wird in der armenischen, orthodoxen und katholischen Kirche nach der Heiligen Zoë am 2. Mai gefeiert.

## Namensträgerinnen

### Heilige und Herrscherinnen
- Zoe Karbonopsina (Anfang 10. Jahrhundert), Ehefrau des byzantinischen Kaisers Leo VI.
- Zoe, byzantinische Kaiserin (um 978–1050)
- Zoë Sophia Palaiologina (1448–1503), byzantinische Prinzessin, Großfürstin in Russland

### Vorname
- Zoë, englische Popsängerin Zoë Pollock (Sunshine on a Rainy Day, 1990)

A–L:
- Zoë Akins (1886–1958), US-amerikanische Drehbuchautorin und Dramatikerin
- Zoe Baker (* 1976), neuseeländische Schwimmerin
- Zoë Beck (* 1975), deutsche Schriftstellerin, Verlegerin, Übersetzerin, Dialogbuchautorin und Synchron-Regisseurin
- Zoë Bell (* 1978), neuseeländische Stuntfrau und Schauspielerin
- Zoe Boyle (* 1989), britische Schauspielerin
- Zoe Cassavetes (* 1970), US-amerikanische Schauspielerin, Drehbuchautorin und Filmregisseurin
- Zoe Colletti (* 2001), US-amerikanische Schauspielerin
- Zooey Deschanel (* 1980), US-amerikanische Schauspielerin
- Zoey Deutch (* 1994), US-amerikanische Schauspielerin
- Zoe Droysen (1884–1975), deutsche Dichterin und Schriftstellerin
- Zoé Félix (* 1976), französische Schauspielerin
- Zoé de Gamond (1806–1854), belgische Pädagogin und Feministin
- Zoé De Grand Maison (* 1995), kanadische Charakterschauspielerin in Film und Fernsehen
- Zoë Haas (* 1962), Schweizer Skirennfahrerin
- Zoe Magdalena (* 1994), deutsche Autorin, Drehbuchautorin und Poetry-Slammerin
- Zoe Hives (* 1996), australische Tennisspielerin
- Zoë Jenny (* 1974), Schweizer Schriftstellerin
- Zoe Kazan (* 1983), US-amerikanische Schauspielerin und Drehbuchautorin
- Zoë Keating (* 1972), US-amerikanische Cellistin und Komponistin
- Zoë Kravitz (* 1988), US-amerikanische Schauspielerin
- Zoe Lee (* 1985), britische Ruderin
- Zoe Leonard (* 1961), US-amerikanische Künstlerin (Fotografie und Installation)
- Zoe Lister-Jones (* 1982), US-amerikanische Schauspielerin, Drehbuchautorin und Regisseurin
- Zoe Lofgren (* 1947), US-amerikanische Rechtswissenschaftlerin, Hochschullehrerin und Politikerin
- Zoe Luck (* 1995), deutsche Schauspielerin
- Zoe Ludwig (* 1999), deutsche Handballspielerin
- Zoë Lund (1962–1999), US-amerikanische Schauspielerin und Drehbuchautorin

M–Z:
- Zoe Mazah, Künstlername Zoe (* 1975), deutsch-liberianische Sängerin
- Zoe McBride (* 1995), neuseeländische Leichtgewichts-Ruderin
- Zoe McLellan (* 1974), US-amerikanische Schauspielerin
- Zoë Claire Miller (* 1984), US-amerikanische Künstlerin
- Zoe Moore (* 1993), deutsche Schauspielerin
- Zoe Naylor (* 1977), australische Schauspielerin
- Zoé Oldenburg (1916–2002), französische Schriftstellerin, Historikerin und Malerin russischer Abstammung
- Zoë Pastelle (* 1999), Schweizer Schauspielerin
- Zoe Perry (* 1983), US-amerikanische Schauspielerin
- Zoe Rahman (* 1971), britische Jazzmusikerin (Piano, Komposition)
- Zoë Readhead (* 1946), britische Pädagogin und Psychologin
- Zoë Robins (* 1993), neuseeländische Schauspielerin
- Zoë Saldaña (* 1978), US-amerikanische Schauspielerin und Filmproduzentin
- Zoe Stevenson (* 1991), neuseeländische Ruderin
- Zoë Straub, Künstlername Zoë (* 1996), österreichische Sängerin und Schauspielerin
- Zoé Talon (1785–1852), Vertraute und Mätresse des französischen Königs Ludwig XVIII.
- Zoe Tembo, geb. Zoe Mumbi († 2001), sambische Menschenrechtlerin
- Zoé Valdés (* 1959), kubanische Schriftstellerin
- Zoë Valks (* 1995), schweizerisch-niederländische Schauspielerin
- Zoé Vergé-Dépré (* 1998), Schweizer Beachvolleyballspielerin
- Zoë Wanamaker (* 1949), britische Schauspielerin
- Zoë Gräfin Wassilko von Serecki (1897–1978) österreichische Parapsychologin und Astrologin
- Zoe Wees (* 2002), deutsche Sängerin
- Zoe Weiland (* 1984), deutsche Schauspielerin
- Zoë Wicomb (* 1948), südafrikanische Schriftstellerin
- Zoe Zimmermann (* 2002), US-amerikanische Skirennläuferin

### Familienname
- Deborah Zoe (* 1972), US-amerikanische Schauspielerin
- Layla Zoe, kanadische Blues- und Bluesrock-Sängerin und Songwriterin
- Liza Zoe (* 1940), griechische klassische Gitarristin, berühmt im Gitarrenduo „Evangelos & Liza“ mit ihrem Ehemann Evangelos Assimakopoulos (* 1940)
- Muriel Zoe (* 1969), deutsche Singer-Songwriterin und Malerin
- Rachel Zoe (* 1971), US-amerikanische Stylistin

Künstlername
- Gorilla Zoe (* 1979 oder 1980, eigentlich Alonzo Mathis), US-amerikanischer Rapper

### Fiktion
- Die andere Zoey (2023), Filmtitel, Filmfigur
- Zoe – Kindheitsfreundin in Gradiva von Wilhelm Jensen
- Zooey Glass – Protagonistin in Franny and Zooey (1961) von J.D. Salinger
- Zoe – Protagonistin in Killing Zoe (1993) von Roger Avary, Besetzung: Julie Delpy
- Zoey Redbird – Protagonistin in House of Night von P. C. und Kristin Cast
- Zoey Brooks – Protagonistin in der Jugendserie Zoey 101
- Zoë – Jägerin der Göttin Artemis in Percy Jackson von Rick Riordan
- Dr. Zoe Hart – Protagonistin in der Dramaserie Hart of Dixie
- Zoe (deutsch: Sina) – Monstermädchen in der Kinderserie Sesamstraße
- Zoe Ayamoto – Figur aus der Animeserie Digimon Frontier
- Zoë Maya Castillo – Protagonistin in den Computerspielen Dreamfall: The Longest Journey und Dreamfall Chapters
- Zoe Zebra – Figur aus der Zeichentrick-Fernsehserie Peppa Wutz